# Saint-Ouen-le-Mauger
Saint-Ouen-le-Mauger ist eine französische Gemeinde mit 277 Einwohnern (Stand: 1. Januar 2022) im Département Seine-Maritime in der Region Normandie. Sie gehört zum Arrondissement  Dieppe und zum Kanton Luneray. Die Einwohner werden Saint-Ouennais genannt.

## Geographie
Saint-Ouen-le-Mauger liegt etwa 32 Kilometer südsüdwestlich von Dieppe. Umgeben wird Saint-Ouen-le-Mauger von den Nachbargemeinden Royville im Norden, Bacqueville-en-Caux im Nordosten, Lamberville im Osten, Saint-Mards im Südosten, Saint-Pierre-Bénouville im Süden und Südosten, Lestanville im Süden, Auzouville-sur-Saâne im Südwesten sowie Saâne-Saint-Just im Westen und Nordwesten.

## Bevölkerungsentwicklung
| Jahr                      | 1962 | 1968 | 1975 | 1982 | 1990 | 1999 | 2006 | 2013 |
| Einwohner                 | 219  | 211  | 193  | 193  | 177  | 172  | 183  | 272  |
| Quelle: Cassini und INSEE |      |      |      |      |      |      |      |      |

## Sehenswürdigkeiten
- Kirche Saint-Ouen